# Brit Awards 2025
Les Brit Awards 2025 ont lieu le 1er mars 2025 à l'O2 Arena à Londres. Il s'agit de la 45e cérémonie des Brit Awards, présentée par Jack Whitehall et diffusée en direct sur les chaînes de télévision ITV1 et sur la plateforme numérique de vidéo à la demande ITVX (en).

## Nominations
Les trois nommés pour le Rising Star Award, qui distingue un artiste britannique émergent, sont annoncés le 26 novembre 2024 et le lauréat est révélé le 5 décembre 2024,.
Pour toutes les autres catégories, les nominations sont annoncées le 23 janvier 2025.
En lice dans cinq catégories, la chanteuse britannique Charli XCX est la plus nommée.

## Résultats
La grande gagnante de la soirée est Charli XCX qui repart avec cinq récompenses, dont celles du meilleur album britannique, de l'artiste de l'année et de la chanson de l'année. Elle est également lauréate du prix de l'auteur-compositeur de l'année, décerné, à l'instar de ceux du producteur de l'année et du meilleur succès global, sans nomination au préalable.

## Hommage
Un hommage est rendu au chanteur britannique Liam Payne, membre du groupe One Direction, décédé en octobre 2024.   

## Trophée
L'artiste Gabriel Moses a été choisi pour créer le design de la statuette remise aux lauréats lors de cette édition.

## Interprétations sur scène
Plusieurs chansons sont interprétées lors de la cérémonie.
- Sabrina Carpenter : Espresso , Bed Chem
- Teddy Swims : Bad Dreams, The Door, Lose Control
- Myles Smith : Nice to Meet You, Stargazing
- Jade : Angel of My Dreams
- The Last Dinner Party : Nothing Matters
- Lola Young : Messy
- Sam Fender : People Watching
- Ezra Collective (en) et Jorja Smith : Little Things

## Palmarès
Les lauréats apparaissent en caractères gras

### Meilleur album britannique
- Charli XCX – Brat
  - The Cure – Songs of a Lost World
  - Dua Lipa – Radical Optimism
  - Ezra Collective (en) – Dance, No One's Watching
  - The Last Dinner Party – Prelude to Ecstasy (en)

### Artiste de l'année
- Charli XCX
  - Beabadoobee
  - Central Cee
  - Dua Lipa
  - Fred again..
  - Jamie xx
  - Michael Kiwanuka
  - Nia Archives (en)
  - Rachel Chinouriri
  - Sam Fender

### Groupe de l'année
- Ezra Collective (en)
  - Bring Me the Horizon
  - Coldplay
  - The Cure
  - The Last Dinner Party

### Chanson de l'année
- Charli XCX featuring Billie Eilish – Guess
  - Artemas – I Like the Way You Kiss Me
  - The Beatles – Now and Then
  - Bl3ss (en) et Camrin Watsin featuring Bbyclose – Kisses
  - Central Cee featuring Lil Baby – Band4Band
  - Chase & Status featuring Stormzy – Backbone
  - Coldplay – Feelslikeimfallinginlove
  - Dua Lipa – Training Season
  - Ella Henderson featuring Rudimental – Alibi
  - Jade – Angel of My Dreams
  - Jordan Adetunji – Kehlani
  - KSI featuring Trippie Redd – Thick of It
  - Myles Smith – Stargazing
  - Sam Ryder – You're Christmas to Me
  - Sonny Fodera (en), Jazzy et D.O.D. – Somedays

### Meilleur artiste pop
- Jade
  - Charli XCX
  - Dua Lipa
  - Lola Young
  - Myles Smith

### Meilleur artiste R&B
- Raye
  - Cleo Sol (en)
  - Flo
  - Jorja Smith
  - Michael Kiwanuka

### Meilleur artiste dance
- Charli XCX
  - Becky Hill
  - Chase & Status
  - Fred again..
  - Nia Archives

### Meilleur artiste rock/alternatif
- Sam Fender
  - Beabadoobee
  - Ezra Collective
  - The Cure
  - The Last Dinner Party

### Meilleur artiste hip-hop/grime/rap
- Stormzy
  - Central Cee
  - Dave
  - Ghetts (en)
  - Little Simz

### Meilleur nouvel artiste
- The Last Dinner Party
  - English Teacher
  - Ezra Collective
  - Myles Smith
  - Rachel Chinouriri

### Rising Star Award
- Myles Smith
  - Elmiene
  - Good Neighbours

### Artiste international de l'année
- Chappell Roan
  - Adrianne Lenker
  - Asake
  - Benson Boone
  - Beyoncé
  - Billie Eilish
  - Kendrick Lamar
  - Sabrina Carpenter
  - Taylor Swift
  - Tyler, the Creator

### Groupe international de l'année
- Fontaines D.C.
  - Amyl and the Sniffers
  - Confidence Man
  - Future et Metro Boomin
  - Linkin Park

### Chanson internationale de l'année
- Chappell Roan – Good Luck, Babe!
  - Benson Boone – Beautiful Things
  - Beyoncé – Texas Hold 'Em
  - Billie Eilish – Birds of a Feather
  - Djo – End of Beginning
  - Eminem – Houdini
  - Hozier – Too Sweet
  - Jack Harlow – Lovin on Me
  - Noah Kahan – Stick Season
  - Post Malone featuring Morgan Wallen – I Had Some Help
  - Sabrina Carpenter – Espresso
  - Shaboozey – A Bar Song (Tipsy)
  - Taylor Swift featuring Post Malone – Fortnight
  - Teddy Swims – Lose Control
  - Tommy Richman (en) – Million Dollar Baby

### Producteur de l'année
- A. G. Cook

### Auteur-compositeur de l'année
- Charli XCX

### Meilleur succès global
- Sabrina Carpenter

## Artiste à récompenses multiples
- 5 récompenses:
  - Charli XCX

- 2 récompenses:
  - Chappell Roan

## Artistes à nominations multiples
- 5 nominations:
  - Charli XCX

- 4 nominations:
  - Dua Lipa
  - Ezra Collective
  - The Last Dinner Party

- 3 nominations:
  - The Cure
  - Central Cee
  - Myles Smith

- 2 nominations:
  - Beabadoobee
  - Benson Boone
  - Beyoncé
  - Billie Eilish
  - Chappell Roan
  - Chase & Status
  - Coldplay
  - Fred again..
  - Jade
  - Michael Kiwanuka
  - Nia Archives
  - Post Malone
  - Rachel Chinouriri
  - Sam Fender
  - Stormzy